# Karmøy
Karmøy este o comună din provincia Rogaland, Norvegia.
Se află în Marea Nordului. Are o suprafață de 229,96 km². Populația este de 42.903 locuitori, determinată în 1 ianuarie 2023, prin Folkeregisteret[*].